# وین رید
 وین رید (انگلیسی: Wayne Reid؛ زاده ۱۲ ژانویهٔ ۱۹۳۸) یک تنیس‌باز اهل استرالیا است.